# Ушаков, Константин Андреевич
Константин Андреевич Ушако́в (1892—1967) — советский учёный в области аэродинамики, доктор технических наук, профессор, лауреат двух Сталинских премий.

## Биография
Имеет дворянское происхождение.
Окончил МВТУ (1920), ученик Н. Е. Жуковского. Участник создания аэродинамической лаборатории МВТУ, член Авиационного расчётно-испытательного бюро МВТУ. В 1927—1934 годах принимал участие в составлении «Технической энциклопедии» в 26-и томах под редакцией Л. К. Мартенса, автор статей по тематике «авиация».
Работал в ЦАГИ со дня основания (1918). В 1929—1935 годах разработал аппаратуру и методику экспериментов для вентиляторной лаборатории ЦАГИ. Участвовал в создании комплекса новых лабораторий ЦАГИ в городе Жуковский, в 1935—1936 годах под его руководством выполнены проекты вентиляторных установок для аэродинамических труб Т-102, Т-103.
Создавал систему вентиляции для Московского метрополитена.
В период Великой Отечественной войны возглавлял работы ЦАГИ по внутренней аэродинамике самолёта, совершенствованию системы охлаждения двигателей и др. Входил в состав комиссии по экспертизе деятельности Костикова А. Г.
В 1946—1957 годах руководил в ЦИАМ исследованиями осевых компрессоров газотурбинных двигателей, внёс большой вклад в создание экспериментальной базы института.
Преподавал в МВТУ и ВВИА имени Н. Е. Жуковского. Вошёл в состав первого Совета Авиатехникума (1919), преобразованного в 1920 году в Институт инженеров Красного Воздушного Флота, ставшего впоследствии ВВИА.
Профессор (1937), доктор технических наук (1934)

## Награды и звания
- Заслуженный деятель науки и техники РСФСР (1943)
- Сталинская премия второй степени (1943) — за усовершенствование артиллерийского вооружения (создание новой аппаратуры для целей испытания в области самолётостроения (введена в эксплуатацию аэродинамическая труба Т-106 на новой территории ЦАГИ).
- Сталинская премия третьей степени (1949) — за разработку и внедрение в промышленность новых типов центробежных вентиляторов
- Премия имени Н. Е. Жуковского I степени (1962)
- Орден Ленина
- Орден Отечественной войны I степени (16.09.1945)
- два ордена Трудового Красного Знамени, медали